# 냉혈인
《냉혈인》(영어: The Mechanic)은 미국에서 제작된 마이클 위너 감독의 1972년 액션 스릴러 영화이다. 찰스 브론슨 등이 출연하였고, 로버트 차토프 등이 제작에 참여하였다.

## 출연진
- 찰스 브론슨
- 잰마이클 빈센트
- 키넌 윈
- 질 아일랜드
- 린다 리지웨이
- 프랭크 더코바
- 설레스트 야낼
- 스티브 비너비치

## 기타 제작진
- 배역: 린 스톨매스터